# スヴェティ・ステファン
スヴェティ・ステファン （Sveti Stefan、セルビア語キリル文字表記:Свети Стефан、イタリア語:Santo Stefano di Pastrovicchio）は、モンテネグロのリゾート地。ブドヴァ基礎自治体に属する。ブドヴァから約5km離れている。かつては潮の満ち引きで地続きとなる島であったが、現在は狭い地峡で本土と結ばれている。  
スヴェティ・ステファンは、15世紀に漁村として人が住み始めた。1950年代に村の最後の住民が立ち退いて、スヴェティ・ステファンは村全体が豪奢なホテルに生まれ変わった。モンテネグロ沿岸部で最も高級なリゾートである。
スヴェティ・ステファンはセレブレティに人気があり、ヴィリー・ブラント、ボビー・フィッシャー、ソフィア・ローレンとカルロ・ポンティ、モニカ・ヴィッティ、カーク・ダグラス、クラウディア・シファーといった人々がやってきた。
通り、壁、屋根、ファサードといった建物を構成する部分は原型をそのまま維持し続けており、建物の内装はモダンな高級ホテルのものに改装されている。30年の間、スヴェティ・ステファンを貸借して運営しているのはアマンリゾーツである。